# Lijst van nummer 1-albums in de Nederlandse Album Top 100 in 1990
Onderstaande albums stonden in 1990 op nummer 1 in de LP-MC-CD Top 100, de voorloper van de huidige Nederlandse Album Top 100. Wekelijks verzamelde bureau Intomart gegevens voor het samenstellen van de lijst onder auspiciën van Buma/Stemra.
| Nummer | Datum        | Artiest                          | Titel                            | Opmerking                        |
| ------ | ------------ | -------------------------------- | -------------------------------- | -------------------------------- |
| 284    | 6 januari    | Phil Collins                     | ...But seriously                 |                                  |
|        | 13 januari   | Phil Collins                     | ...But seriously                 |                                  |
|        | 20 januari   | Phil Collins                     | ...But seriously                 |                                  |
| 285    | 27 januari   | Supertramp                       | The very best of Supertramp      |                                  |
|        | 3 februari   | Supertramp                       | The very best of Supertramp      |                                  |
|        | 10 februari  | Supertramp                       | The very best of Supertramp      |                                  |
| 284    | 17 februari  | Phil Collins                     | ...But seriously                 |                                  |
|        | 24 februari  | Phil Collins                     | ...But seriously                 |                                  |
| 285    | 3 maart      | Supertramp                       | The very best of Supertramp      |                                  |
|        | 10 maart     | Supertramp                       | The very best of Supertramp      |                                  |
|        | 17 maart     | Supertramp                       | The very best of Supertramp      |                                  |
|        | 24 maart     | Supertramp                       | The very best of Supertramp      |                                  |
|        | 31 maart     | Supertramp                       | The very best of Supertramp      |                                  |
| 286    | 7 april      | Sinéad O'Connor                  | I Do Not Want What I Haven't Got |                                  |
|        | 14 april     | Sinéad O'Connor                  | I do not want what I haven't got |                                  |
| 285    | 21 april     | Supertramp                       | The very best of Supertramp      |                                  |
|        | 28 april     | Supertramp                       | The very best of Supertramp      |                                  |
| 286    | 5 mei        | Sinéad O'Connor                  | I do not want what I haven't got |                                  |
|        | 12 mei       | Sinéad O'Connor                  | I do not want what I haven't got |                                  |
|        | 19 mei       | Sinéad O'Connor                  | I do not want what I haven't got |                                  |
| 287    | 26 mei       | UB40                             | Labour of love II                |                                  |
|        | 2 juni       | UB40                             | Labour of love II                |                                  |
|        | 9 juni       | UB40                             | Labour of love II                |                                  |
|        | 16 juni      | UB40                             | Labour of love II                |                                  |
|        | 23 juni      | UB40                             | Labour of love II                |                                  |
| 288    | 30 juni      | Gary Moore                       | Still got the blues              |                                  |
|        | 7 juli       | Gary Moore                       | Still got the blues              |                                  |
|        | 14 juli      | Gary Moore                       | Still got the blues              |                                  |
| 289    | 21 juli      | Eros Ramazzotti                  | In ogni senso                    |                                  |
| 290    | 28 juli      | Toto                             | Past to present 1977-1990        |                                  |
|        | 4 augustus   | Toto                             | Past to present 1977-1990        |                                  |
|        | 11 augustus  | Toto                             | Past to present 1977-1990        |                                  |
|        | 18 augustus  | Toto                             | Past to present 1977-1990        |                                  |
|        | 25 augustus  | Toto                             | Past to present 1977-1990        |                                  |
|        | 1 september  | Toto                             | Past to present 1977-1990        |                                  |
| 291    | 8 september  | Carreras/Domingo/Pavarotti       | Mehta - In concert               |                                  |
|        | 15 september | Carreras/Domingo/Pavarotti       | Mehta - In concert               |                                  |
|        | 22 september | Carreras/Domingo/Pavarotti       | Mehta - In concert               |                                  |
|        | 29 september | Carreras/Domingo/Pavarotti       | Mehta - In concert               |                                  |
| 290    | 6 oktober    | Toto                             | Past to present 1977-1990        |                                  |
|        | 13 oktober   | Toto                             | Past to present 1977-1990        |                                  |
|        | 20 oktober   | Toto                             | Past to present 1977-1990        |                                  |
| 292    | 27 oktober   | Diverse artiesten                | Tour of duty                     | Verzamelalbum                    |
|        | 3 november   | Diverse artiesten                | Tour of duty                     | Verzamelalbum                    |
|        | 10 november  | Diverse artiesten                | Tour of duty                     | Verzamelalbum                    |
|        | 17 november  | Diverse artiesten                | Tour of duty                     | Verzamelalbum                    |
|        | 24 november  | Diverse artiesten                | Tour of duty                     | Verzamelalbum                    |
|        | 1 december   | Diverse artiesten                | Tour of duty                     | Verzamelalbum                    |
|        | 8 december   | Diverse artiesten                | Tour of duty                     | Verzamelalbum                    |
|        | 15 december  | Diverse artiesten                | Tour of duty                     | Verzamelalbum                    |
|        | 22 december  | Diverse artiesten                | Tour of duty                     | Verzamelalbum                    |
|        | 29 december  | geen LP-MC-CD Top 100 verschenen | geen LP-MC-CD Top 100 verschenen | geen LP-MC-CD Top 100 verschenen |